# Делабассе, Матье
Матьё де ла Бассе (фр. Mathieu de la Bassée; 1764—1830) — французский военный деятель, бригадный генерал (1803 год), барон (1809 год), участник революционных и наполеоновских войн.

## Биография
Родился в семье военного Шарля де ла Бассе (фр. Charles Maurice Hubert de la Bassée) и его супруги Анны Реннеман (фр. Anne Gertrude Renneman). С 8 ноября 1775 года по 24 сентября 1784 года служил на флоте. В 1778 году в звании младшего лейтенанта приписан к полку Вермандуа. 24 сентября 1784 года зачислен в батальон егерей Севенны. 21 марта 1792 года женился в Сен-Мартен-де-Шан на Мари Ребулло (фр. Marie Louise Reboulleau; 1770—1827). 4 мая 1792 года возглавил роту в данном батальоне. 8 сентября 1793 года ранен при Ондскоте. 21 марта 1794 года батальон егерей стал частью 9-й полубригады лёгкой пехоты. 11 января 1800 года Делабассе возглавил эту полубригаду. Сражаясь в составе бригады Мюнье, Делабассе и 9-я покрыли себя славой в сражении при Маренго. Первый консул дал 9-й полубригаде прозвище «Несравненная».
9 сентября 1803 года произведён в бригадные генералы. 17 января 1804 года возглавил бригаду в 3-й пехотной дивизия в лагере Монтрёй. 29 августа 1805 года дивизия стала частью 6-го армейского корпуса Великой Армии. 7 октября прославился своими действиями при захвате моста в Гюнцбурге. Сражался при Эльхингене, Йене, Эйлау и Фридланде.
В сентябре 1808 года дивизия была переброшена в Испанию. 19 июня 1809 года участвовал во взятии Овьедо. 29 мая 1811 года получил отпуск для восстановления здоровья. 7 октября 1811 года назначен командующим департамента Манш.
2 июня 1812 года присоединился к 3-й пехотной дивизии Сера в корпусе Ожеро, который был частью Великой Армии. 10 февраля 1813 года возглавил 1-ю бригаду 31-й пехотной дивизии 11-го корпуса. 5 декабря 1813 года попал в плен при капитуляции Штеттина.
В июне 1814 года получил свободу. 31 августа 1814 года назначен командующим округа Шербур. С 19 апреля 1815 года без служебного назначения. 10 мая 1815 года придан 4-й резервной дивизии Национальной гвардии обсервационного корпуса Юры. 18 декабря 1815 года вышел в отставку.

## Воинские звания
- Младший лейтенант (1778 год);
- Лейтенант (15 сентября 1791 года);
- Капитан (4 мая 1792 года);
- Командир батальона (6 апреля 1793 года);
- Полковник (11 января 1800 года);
- Бригадный генерал (9 сентября 1803 года).

## Титулы
- Барон Делабассе и Империи (фр. baron Delabassée et de l'Empire; декрет от 19 марта 1808 года, патент подтверждён 20 августа 1809 года)[2].

## Награды
Легионер ордена Почётного легиона (11 декабря 1803 года)
 Коммандан ордена Почётного легиона (14 июня 1804 года)
 Кавалер военного ордена Святого Людовика (8 июля 1814 года)